# غرانتوود (ميزوري)
غرانتوود (بالإنجليزية: Grantwood Village, Missouri)‏ هي منطقة سكنية تقع في الولايات المتحدة في مقاطعة سانت لويس، ميزوري. يقدر عدد سكانها بـ 863 نسمة ومساحتها 2.15 كم2 وترتفع عن سطح البحر 158 متر.

## التركيبة السكانية
قام مكتب تعداد الولايات المتحدة بتحديد بيانات التركيبة السكانية لغرانتوود في تعداد الولايات المتحدة. في ما يلي، التركيبة السكانية حسب تعدادي 2000 و2010.

### تعداد عام 2000
بلغ عدد سكان غرانتوود 883 نسمة بحسب تعداد عام 2000، وبلغ عدد الأسر 347 أسرة وعدد العائلات 284 عائلة مقيمة في البلدة. في حين سجلت الكثافة السكانية 1,054.1 نسمة لكل ميل مربع (407.0/كم2). وبلغ عدد الوحدات السكنية 361 وحدة بمتوسط كثافة قدره 431.0 نسمة لكل ميل مربع (166.4/كم2).
وتوزع التركيب العرقي للبلدة بنسبة 98.30% من البيض و 0.45% من الأمريكيين ذوي الأصول الآسيوية و 0.23% من الأمريكيين الأفارقة و 0.34% من عرقين مختلطين أو أكثر.
بلغ عدد الأسر 347 أسرة كانت نسبة 28.0% منها لديها أطفال تحت سن الثامنة عشر تعيش معهم، وبلغت نسبة الأزواج القاطنين مع بعضهم البعض 74.4% من أصل المجموع الكلي للأسر، ونسبة 6.6% من الأسر كان لديها معيلات من الإناث دون وجود شريك، وكانت نسبة 17.9% من غير العائلات. تألفت نسبة 17.3% من أصل جميع الأسر من أفراد ونسبة 14.1% كانوا يعيش معهم شخص وحيد يبلغ من العمر 65 عاماً فما فوق. وبلغ متوسط حجم الأسرة المعيشية 2.86، أما متوسط حجم العائلات فبلغ 2.54.
بلغ العمر الوسطي للسكان 50 عاماً. وكانت نسبة 23.0% من القاطنين تحت سن الثامنة عشر، وكانت نسبة 3.3% بين الثامنة عشر والأربعة وعشرون عاماً، ونسبة 17.9% كانت واقعةً في الفئة العمرية ما بين الخامسة والعشرون حتى والأربعة وأربعون عاماً، ونسبة 26.8% كانت ما بين الخامسة والأربعون حتى الرابعة والستون، ونسبة 29.0% كانت ضمن فئة الخامسة والستون عاماً فما فوق. يوجد لكل 100 أنثى 91.5 ذكر، ويوجد لكل 100 أنثى في الثامنة عشر من عمرها فما فوق 89.4 ذكر.
بلغ متوسط دخل الأسرة في البلدة 91,754 دولار، أما متوسط دخل العائلة فبلغ 90,844 دولار. وكان متوسط دخل الذكور 66,250 دولار مقابل 35,417 دولار للإناث. وسجل دخل الفرد الخاص بالبلدة 52,008 دولار. وكانت نسبة 0.7% من العائلات ونسبة 1.8% من السكان تحت خط الفقر، وكان من هؤلاء نسبة 2.0% تحت سن الثامنة عشر ونسبة 0.8% في الخامسة والستين من العمر وما فوق.

### تعداد عام 2010
بلغ عدد سكان غرانتوود 863 نسمة بحسب تعداد عام 2010، وبلغ عدد الأسر 340 أسرة وعدد العائلات 262 عائلة مقيمة في القرية. في حين سجلت الكثافة السكانية 1,039.8 نسمة لكل ميل مربع (401.5/كم2). وبلغ عدد الوحدات السكنية 351 وحدة بمتوسط كثافة قدره 422.9 لكل ميل مربع (163.3/كم2).
وتوزع التركيب العرقي للقرية بنسبة 99.0% من البيض و 0.2% من الأمريكيين ذوي الأصول الآسيوية و 0.6% من الأمريكيين الأفارقة و 0.2% من عرقين مختلطين أو أكثر.
بلغ عدد الأسر 340 أسرة كانت نسبة 30.3% منها لديها أطفال تحت سن الثامنة عشر تعيش معهم، وبلغت نسبة الأزواج القاطنين مع بعضهم البعض 70.0% من أصل المجموع الكلي للأسر، ونسبة 5.0% من الأسر كان لديها معيلات من الإناث دون وجود شريك، بينما كانت نسبة 2.1% من الأسر لديها معيلون من الذكور دون وجود شريكة وكانت نسبة 22.9% من غير العائلات. تألفت نسبة 19.4% من أصل جميع الأسر من أفراد ونسبة 11.1% كانوا يعيش معهم شخص وحيد يبلغ من العمر 65 عاماً فما فوق. وبلغ متوسط حجم الأسرة المعيشية 2.92، أما متوسط حجم العائلات فبلغ 2.54.
بلغ العمر الوسطي للسكان 50.5 عاماً. وكانت نسبة 23.1% من القاطنين تحت سن الثامنة عشر، وكانت نسبة 4.2% بين الثامنة عشر والأربعة وعشرون عاماً، ونسبة 14% كانت واقعةً في الفئة العمرية ما بين الخامسة والعشرون حتى والأربعة وأربعون عاماً، ونسبة 35.2% كانت ما بين الخامسة والأربعون حتى الرابعة والستون، ونسبة 23.4% كانت ضمن فئة الخامسة والستون عاماً فما فوق. وتوزع التركيب الجنسي للسكان بنسبة 48.1% ذكور و51.9% إناث.